# Минеральные воды курорта Серноводск-Кавказский
Минеральные воды курорта Серноводск-Кавказский (Михайловские воды) — памятник природы, расположенный в Серноводском (Сунженском) районе Чечни на территории курорта Серноводск-Кавказский.

## Описание
Выходы минеральных источников приурочены к Михайловской и Слепцовской балкам. В прошлом здесь было около 20 минеральных источников. В настоящее время действуют 6 источников, из которых эксплуатируются два, дебит которых составляет 700—800 м³ в сутки. В воде содержится 26-30 миллиграмм сероводорода на литр.
Из источника № 1 (Михайловский) бьёт хлоридно-гидрокарбонатно-натриевая вода температурой 65-70 °C. Источник кооптирован в 1912 году. Сооружение сохранилось до настоящего времени в верховьях балки. Ниже имеются выходы ряда мелких источников. Из них для лечения и разлива воды используется источник № 4 «Содовый».
С 2006 года имеет статус особо охраняемой природной территории республиканского значения.